# Sonthofen

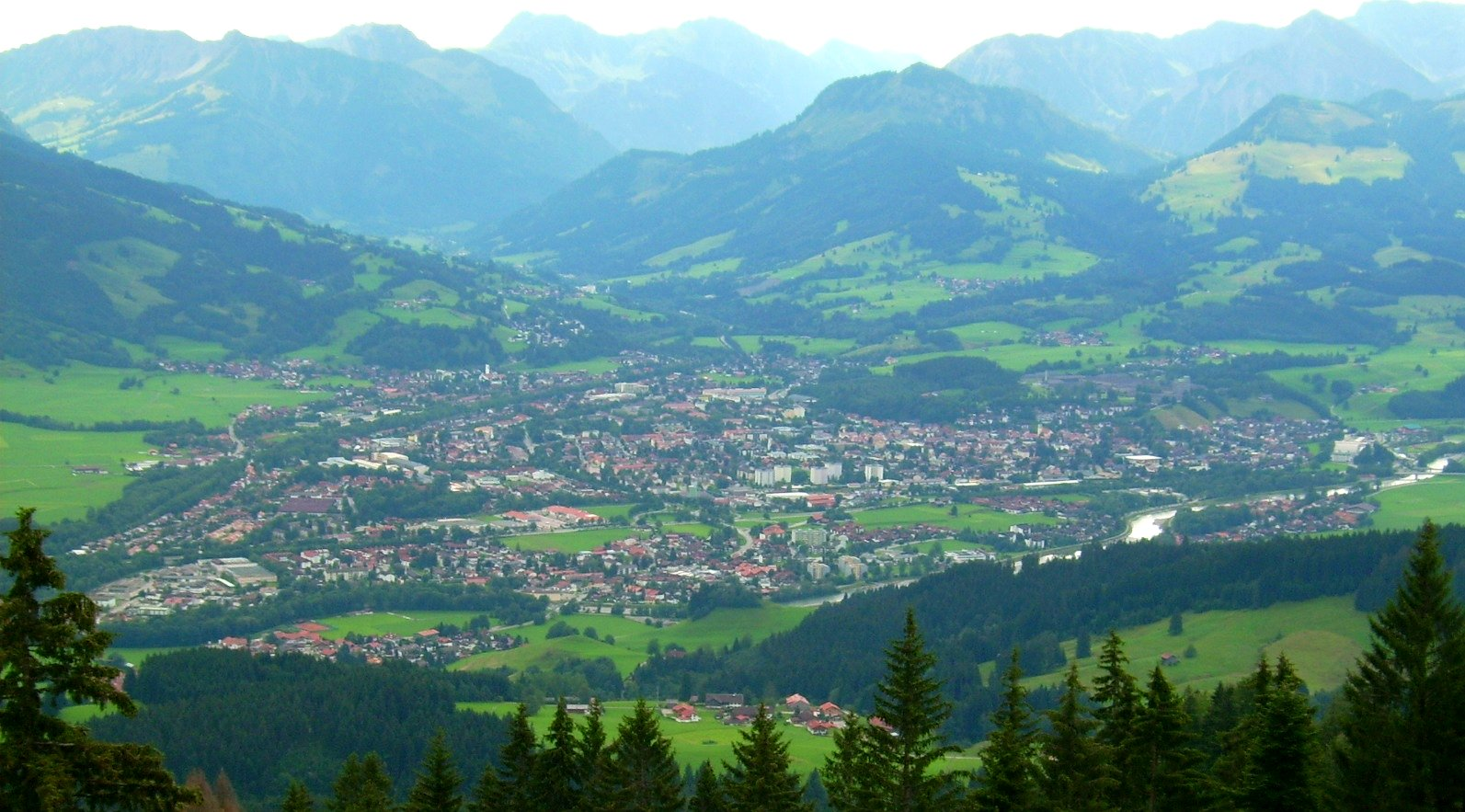
Sonthofen

Sonthofen – miasto powiatowe w południowych Niemczech, w kraju związkowym Bawaria, w rejencji Szwabia, w regionie Allgäu, siedziba powiatu Oberallgäu. Leży w Allgäu, około 25 km na południe od Kempten (Allgäu), nad rzeką Iller, przy drodze B19, B308 i linii kolejowej Oberstdorf – Ulm.

## Polityka
Burmistrzem miasta jest Hubert Buhl (Freie Wähler), rada miasta składa się z 30 osób.
|      | CSU | SPD | Freie Wähler e.V. | Zieloni | Razem |
| 2008 | 11  | 5   | 9                 | 5       | 30    |
| 2002 | 12  | 6   | 9                 | 3       | 30    |

## Transport
W mieście znajduje się stacja kolejowa Sonthofen.

## Sport
- TSV Sonthofen - klub piłka siatkowej kobiet

## Osoby

### urodzone w Sonthofen
- Herbert Knaup, aktor
- Frank Wörndl, narciarz alpejski

### związane z miastem
- Hardy Krüger, aktor
- W.G. Sebald, pisarz